# Raymond Stieber
Raymond Stieber (Estrasburgo, Francia; 2 de abril de 1936 – 15 de julio de 2025) fue un futbolista francés que jugó en las posiciones de defensa y centrocampista.

## Carrera
| Periodo   | Club                 |
| --------- | -------------------- |
| 1955-1967 | RC Strasbourg        |
| 1959      | FC Mulhouse (cedido) |

## Logros
- Copa de Francia (1): 1965/66
- Copa de la Liga de Francia (1): 1963/64
- Copa de Alsacia (3): 1958, 1959, 1961